# 森正
森 正（もり ただし、1921年12月14日 - 1987年5月4日）は、日本の指揮者・フルート奏者。日本指揮者協会設立メンバー。

## 概要
初めはフルート奏者として盛んに活動、尾高尚忠にフルート協奏曲の作曲を委嘱し初演するなど、吉田雅夫と並ぶ名手として知られた。その後、指揮者に転向し、東京交響楽団、藤原歌劇団の指揮、京都市交響楽団常任指揮者、九州交響楽団常任指揮者、東京都交響楽団音楽監督兼常任指揮者、名古屋フィルハーモニー交響楽団音楽総監督・理事を経て、NHK交響楽団の正指揮者となる。二十世紀音楽研究所にも参画している。東京シティ・フィルハーモニック管弦楽団永久名誉指揮者。
藤原歌劇団や二期会とともに数多くのオペラ上演を行い、1957年伊庭歌劇賞。大河ドラマのテーマ曲指揮や、NHK教育テレビ『フルート教室』講師での出演、『オーケストラがやって来た』ゲスト出演など、放送関係の仕事にも多く携わり、1980年NHK放送文化賞。1984年紫綬褒章。

## 経歴
- 大阪市出身。陸軍音楽隊出身の父の影響で、幼い頃からピアノを習い、童謡歌手として活動したこともあるとの事[4]で、後年「オーケストラがやって来た」第113回（1974年11月24日放送）にて「歓喜の歌」より1節、指揮をしながらその歌声を披露している。
- 堺市立錦綾尋常小学校卒業。
- 天王寺商業学校で音楽部に所属し最初はホルンを担当したが、3年の頃肋膜炎に罹ったことでフルートに転向。
- 東京音楽学校（現・東京芸術大学）器楽科に入学しフルートを貫名美名彦（専門はピアノ、1889年～1955年）に師事したが、貫名が森にそれ以上フルートの技術を指導することは無いとの判断により、翌年から代わりとして学校が用意したヘルムート・フェルマーによる指揮の授業を履修することになった。フェルマーには指揮のほか、ハーモニーや作曲、オーケストレーション等も学び、同校卒業後も継続して師事した。
- 1941年、本科2年在籍時、定期演奏会でモーツァルトのフルート協奏曲第2番でソリストを担当し、翌1942年、同校卒業。フルート奏者として正式にデビュー。
- 1943年、東京放送管弦楽団に入団。
- 東京大空襲で自宅を焼失し茅ヶ崎へ移ったのち戦後は尾高尚忠の自宅のある鎌倉へ転居。尾高、橘常定とトリオを組み演奏旅行を行うなど盛んに活動する。特に尾高とは家が近所だったために親しく、1948年にはフルート協奏曲の作曲を委嘱し同年初演。この版の初演は森正の独奏、尾高の指揮によるものであったが、初演オーケストラについては説が分かれる。鎌倉交響楽団説（名曲解説全集）と日本交響楽団説（CD解説）があり、森の記憶では日本交響楽団で、ＮＨＫのラジオだったという証言[5]もある。
- この頃には既にフェルマーの影響等から、プロのオーケストラを指揮してみたいという思いを抱いており、斎藤秀雄の紹介で、陸軍音楽隊が解体されて結成された宮内省のブラスバンドをNHKのラジオで指揮することとなったが、リハーサルも行った前日になってNHKより「フルート奏者としては敬意を払うが、指揮者森正など聞いたことがない」という理由で突然降板させられるという悔しい経験をした（のち和解）。
- 1948年頃、名古屋市公会堂における進駐軍のためのコンサートで、東京フィルハーモニー交響楽団との共演によるモーツァルトのフルート協奏曲第2番のソリストを担当するため現地へ出向いたところ、指揮者が遅刻。この時楽団員に東京音楽学校時代の先輩がおり、たまたま森がフェルマーの授業を取っていたことを覚えていたため急遽指名され、オットー・ニコライ作曲の「ウィンザーの陽気な女房たち」序曲を指揮して思いがけず指揮者デビュー。リハーサル無しのぶっつけ本番、その上スコアも指揮棒も指揮者が持っていたため手元に無く、仕方なしに第1バイオリンのパート譜を借り、小指くらいの鉛筆を指揮棒代わりにしての演奏となったが、これがうまくいき[6]、これ以降同フィルの推薦が付いたことで転向を決意。
- その後、齋藤秀雄に指揮法を改めて師事する傍ら、東京放送管弦楽団の同僚で、シベリア抑留より帰還した黒柳守綱らと東響室内楽団にも参加。

- 1950年2月27日、日本指揮者協会を設立。設立者は山田耕筰、近衛秀麿、齋藤秀雄、上田仁、尾高尚忠、金子登、山田一雄、渡辺暁雄、高田信一、森正。
- 1952年、東京交響楽団の常任指揮者に就任し（1955年まで）、11月21日日比谷公会堂において藤原歌劇団帰朝記念公演「蝶々夫人」を指揮し、指揮者として正式に活動を開始[7]との記事もあるが、同年3月28日の第6回都民シンフォニーコンサートにおいて同楽団を率いて既に日比谷公会堂のステージに立っている。
- 1954年3月14日、ジュール・マスネのオペラ、「マノン」を日比谷公会堂にて藤原歌劇団とともに日本初演。
- 1956年7月25日、ベンジャミン・ブリテン作曲のオペラ「ピーター・グライムズ」を東京産経ホールにて二期会メンバーとともに日本初演。
- 1957年、伊庭歌劇賞受賞。
- 1961年8月27日、アルノルト・シェーンベルクの室内交響曲第1番を、大阪御堂会館にて、現代音楽祭室内管弦楽団とともに日本初演。
- 1962年～1966年、京都市交響楽団常任指揮者。
- 1967年～1972年、東京都交響楽団常任指揮者。
- 1970年4月7-9日、ベートーヴェン生誕200周年記念で来日したヴィルヘルム・ケンプとともにピアノ協奏曲の全曲演奏会を行った。
- 1972年、NHK、『フルート教室』講師でレギュラー出演。
- 1979年、NHK交響楽団正指揮者に就任。11月9日、ジュゼッペ・ヴェルディのオペラ「エルナーニ」を、日比谷公会堂での「ローゼの会」第14回公演において上演。新日本フィルハーモニー交響楽団、エルヴィーラ役にはイタリアよりジョヴァンナ・ヴィーギを招いたが、主催であったローゼの会はこれがエルナーニの本格的な日本初演の可能性があったとは思わず、録音など詳細な資料を残していなかったため（1925年に帝国劇場でカーピ伊太利大歌劇團による上演記録あり）本格的な意味での日本初演は21世紀に入っての2002年10月26日、びわ湖ホールにて「びわ湖ホール・プロデュースオペラ」として若杉弘指揮、京都市交響楽団で上演されたもの、ともされている。
- 1980年、第31回NHK放送文化賞受賞。
- 1984年、紫綬褒章受章。
- 1986年1月8-9日、東京文化会館にて都民芸術フェスティバルに参加。山田耕筰生誕100年記念として「黒船」を総指揮（東京シティ・フィルハーモニック管弦楽団、二期会合唱団）。
- 1987年3月1日、武蔵野市民文化会館にて武蔵野市民交響楽団第2回特別演奏会に出演。フォーレの組曲「ペレアスとメリザンド」、小ミサ、レクイエムを指揮するなど、還暦を過ぎてもなお精力的に活動を続けていたが、同年4月28日夜、脳内出血のため帝国ホテルにて倒れ、治療の甲斐なく翌5月4日午前3時、駿河台日本大学病院にて死去。65歳没（享年67）。

- また桐朋学園大学教授として死の直前まで後進の指導にあたった他、東京芸術大学講師、東京音楽大学客員教授を歴任した。

## 録音
録音については、日本人作曲家による現代音楽を数多く初演するなどしてその録音を遺している。そのため作曲者メインのアルバムか、ソリストメインのアルバムに収録されていることがほとんどである。
大河ドラマのテーマ曲指揮やＮＨＫのオムニバス盤も数多く存在するが、それらを除いて森個人がメインとなってるアルバムは、2020年現在、
- チャイコフスキー:交響曲 第5番 他　（1967年6月30日東京都交響楽団ライブ）2005年07月20日発売　都響創立40周年記念シリーズ①
- ラフマニノフ: 交響曲第2番 Op.27 (1980年6月21日名古屋フィルハーモニー交響楽団第71回定期演奏会ライブ) 2007年12月04日発売　名フィル40周年記念企画　ライヴシリーズ①

の僅か2枚のみ。
また、フルート奏者として以下のＳＰ録音がある。
- 弘田龍太郎：靴が鳴る変奏曲　コロムビア管弦楽団　（1942年12月発売、日本コロムビア CK-4→AK-533 210008 「文部省学習指導要領準拠・標準小学校の音楽」第二集）

## 映像（すべてＤＶＤ）
- 1959年2月4日上演「オテッロ（ヴェルディ）」※合唱指揮…マリオ・デル・モナコ（テノール）他イタリア歌劇団アルベルト・エレーデ指揮、NHK交響楽団、藤原歌劇団他　キングレコード　KIBM-1011
- 1961年10月23日上演　「歌劇「カヴァレリア・ルスティカーナ」全曲（マスカーニ）」※合唱指揮…ジュリエッタ・シミオナート（メゾ・ソプラノ）他、イタリア歌劇団、ジュゼッペ・モレルリ指揮、NHK交響楽団、藤原歌劇団他　キングレコード　KIBM-1016
- 1961年10月25日上演　「歌劇「道化師」全曲（レオンカヴァルロ）」※合唱指揮…マリオ・デル・モナコ（テノール）他イタリア歌劇団、ジュゼッペ・モレルリ指揮NHK交響楽団、藤原歌劇団他　キングレコード　KIBM-1015
- 1973年11月21日上演『フランコ・コレッリ、レナータ・テバルディ、ジョイント・コンサート』Live in Tokyo -1973　東京フィルハーモニー交響楽団　Dynamic　DYNDVD33542

## 主な録音
| 録音年                                                       | 作曲者 曲目                                                                  | 独奏者 オーケストラ                                                 | レーベル 収録アルバム                                                                                   |
| ------------------------------------------------------------ | ---------------------------------------------------------------------------- | ------------------------------------------------------------------- | --- |
| 1958年                                                       | 入野義朗 シンフォニエッタ                                                    | NHK交響楽団                                                         | ナクソスジャパン NYNN-0015（ダウンロードのみ）                                                          |
| 1958年                                                       | 武満徹 弦楽のためのレクイエム                                                | NHK交響楽団                                                         | ナクソスジャパン NYNN-0015（ダウンロードのみ）                                                          |
| 1959年                                                       | 伊福部昭 ヴァイオリンと管弦楽のための協奏曲風狂詩曲                          | 小林武史 ABC交響楽団                                                | フォンテック FOCD-9638/9                                                                                |
| 1959年?                                                      | 石井歓 シンフォニア･アイヌ                                                   | 奥村淑子 東京交響楽団                                               | 東芝EMI JSC-1011                                                                                        |
| 1959年?                                                      | グラズノフ ヴァイオリン協奏曲                                                | 潮田益子 ABC交響楽団                                                | フォンテック FOCD-9697                                                                                  |
| 1960年?                                                      | 三善晃 音楽詩劇「オンディーヌ」                                              | 岸田今日子、他 ラジオ管弦楽団                                       | EMIミュージック・ジャパン TOCE-9435                                                                     |
| 1961年                                                       | 芥川也寸志 弦楽のための三楽章「トリプティーク」                              | 東京交響楽団                                                        | 東芝EMI JSC-3006                                                                                        |
| 1961年10月21日                                               | レオンカヴァルロ 歌劇・道化師※合唱指揮                                       | イタリア歌劇団 NHK交響楽団 藤原歌劇団他                             | キングレコード KICC-55                                                                                  |
| 1961年？                                                     | 宍戸睦郎 ピアノと打楽器群と管弦楽のためのピアノ協奏曲                        | 田中希代子 ビューネン・グルッペ(現・東京ロイヤルフィルハーモニック) | ニッポン放送10周年記念レコード PLP2(LP1061)※非売品                                                      |
| 1967年                                                       | 團伊玖磨 混声合唱曲「岬の墓」                                                | 東京混声合唱団 伴奏：田中瑤子                                       | ビクター音楽産業 VDR-5080 「日本の合唱名曲選⑩」                                                         |
| 1967年6月30日                                                | チャイコフスキー 交響曲第5番                                                 | 東京都交響楽団                                                      | フォンテック FOCD-9237                                                                                  |
| 1967年6月30日                                                | ロッシーニ 歌劇「盗むかささぎ」序曲                                          | 東京都交響楽団                                                      | フォンテック FOCD-9237                                                                                  |
| 1967年11月29日 「現代日本の作品の夕べ」より                  | 諸井誠 ピアノ協奏曲第1番                                                     | 小林仁 NHK交響楽団                                                  | ナクソス・ジャパン NYNG-004                                                                             |
| 1967年11月29日 「現代日本の作品の夕べ」より                  | 武満徹 弧（アーク）第2部-テクスチュアズ                                      | NHK交響楽団                                                         | ナクソス・ジャパン NYNG-003                                                                             |
| 1967年11月29日 「現代日本の作品の夕べ」より                  | 黛敏郎 オーケストラのための「呪」 (しゅ) ※初演                               | NHK交響楽団                                                         | ナクソス・ジャパン NYNG-007                                                                             |
| 1967年11月29日 「現代日本の作品の夕べ」より                  | 矢代秋雄 ピアノ協奏曲※ステージ初演                                           | 中村紘子 NHK交響楽団                                                | ナクソス・ジャパン NYNG-002                                                                             |
| 1968年3月                                                    | チャイコフスキー ヴァイオリン協奏曲第2番                                     | 潮田益子 日本フィルハーモニー交響楽団                               | コロムビアミュージックエンタテインメント COCQ-84494                                                     |
| 1968年3月                                                    | バルトーク ヴァイオリン協奏曲                                                | 潮田益子 日本フィルハーモニー交響楽団                               | コロムビアミュージックエンタテインメント COCQ-84494                                                     |
| 1968年4月15日                                                | マスカーニ 歌劇「カヴァレリア・ルスティカーナ」間奏曲                        | 東京都交響楽団                                                      | フォンテック FOCD-9237                                                                                  |
| 1968年4月15日                                                | ヴォルフ＝フェラーリ 歌劇「聖母の宝石」間奏曲 第1番                          | 東京都交響楽団                                                      | フォンテック FOCD-9237                                                                                  |
| 1968年5月8日                                                 | 尾高尚忠 フルート協奏曲                                                      | ジャン＝ピエール・ランパル 読売日本交響楽団                         | 日本コロムビア COCO-73301                                                                               |
| 1968年8月26日                                                | 松村禎三 管弦楽のための前奏曲                                                | NHK交響楽団                                                         | キングレコード KICC-3024                                                                                |
| 1969年                                                       | 冨田勲 「甲斐の軍勢～越後の雪」 （大河ドラマ“天と地と”オープニングテーマ～） | NHK交響楽団                                                         | RCA BVCF-1525                                                                                           |
| 1969年                                                       | サラサーテ ツィゴイネルワイゼン他                                            | 海野義雄 CBS交響楽団                                                | 仏CBS S61176                                                                                            |
| 1969年2月7日 「民音現代作曲音楽祭」より                      | 石井眞木 打楽器群とオーケストラのための「響層」                              | 東京都交響楽団                                                      | ナクソス・ジャパン NYNG-012                                                                             |
| 1970年4月7-9日                                               | ベートーヴェン ピアノ協奏曲全曲                                              | ヴィルヘルム・ケンプ NHK交響楽団                                    | キングインターナショナル KKC-2017～2019                                                                 |
| 1971年8月11-12日                                             | 柴田南雄 北園克衛による「三つの詩」                                          | 瀬山詠子 プロコルデ室内管弦楽団                                     | キングインターナショナル NKCD-6573 「諸井三郎とその門下の音楽」収録                                     |
| 1972年3月3日                                                 | 別宮貞雄 ヴィオラ協奏曲                                                      | 今井信子 NHK交響楽団                                                | キングレコード 「現代日本の音楽8」収録                                                                  |
| 1972年3月 N響第574回、および第575回定期公演より              | バッハ ブランデンブルク協奏曲第3番                                           | NHK交響楽団                                                         | ナクソスジャパン NYNN-0022（ダウンロードのみ）                                                          |
| 1972年3月 N響第574回、および第575回定期公演より              | メンデルスゾーン 交響曲第3番「スコットランド」                               | NHK交響楽団                                                         | ナクソスジャパン NYNN-0022（ダウンロードのみ）                                                          |
| 1972年5月1-2日                                               | 清水脩 合唱組曲「山に祈る」                                                  | 東京都交響楽団                                                      | CBSソニー SOLL-7                                                                                        |
| 1973年？                                                     | 間宮芳生 ピアノ協奏曲第2番                                                   | 野島稔 NHK交響楽団                                                  | ANGEL EAA-85012                                                                                         |
| 1979年3月                                                    | モーツァルト ヴァイオリン協奏曲第3番K216                                     | 中島幸子 東京都交響楽団                                             | フォンテック FO1983-6 「中島幸子／思い出のコンサート」収録                                              |
| 1980年6月21日                                                | ラフマニノフ 交響曲第2番                                                     | 名古屋フィルハーモニー交響楽団                                      | Studio Frohla B-2711                                                                                    |
| 1981年5月28日 安川加壽子特別演奏会―第4回東京音楽芸術祭―より  | モーツァルト ピアノ協奏曲第23番                                              | 安川加壽子 NHK交響楽団                                              | キングインターナショナル KKC-2121                                                                       |
| 1981年5月28日 安川加壽子特別演奏会―第4回東京音楽芸術祭―より  | 野田暉行 ピアノ協奏曲※初演                                                   | 安川加壽子 NHK交響楽団                                              | ビクターエンタテインメント VICC-60111                                                                   |
| 1981年5月28日 安川加壽子特別演奏会―第4回東京音楽芸術祭―より  | ラヴェル 左手のためのピアノ協奏曲                                            | 安川加壽子 NHK交響楽団                                              | ビクターエンタテインメント VICC-60156                                                                   |
| 1983年2月12日                                                | 新実徳英 アンラサージュⅠ「混声合唱とオーケストラのために」                   | 東京混声合唱団 東京フィルハーモニー交響楽団                         | フォンテック FOCD-2513                                                                                  |
| 1983年6月27日 「ドップラー メモリアルコンサート ライブ」より | フランツ・ドップラー作品集                                                   | 東京フルートアンサンブルアカデミー                                  | DENON OF-7100                                                                                           |
| 1983年7月10日                                                | 広瀬量平 チェロ協奏曲「悲」                                                  | 堀了介 東京フィルハーモニー交響楽団                                 | ビクターエンタテインメント VDC-5511 「現代日本の音楽名盤選⑪」収録                                       |
|                                                              | 芥川也寸志 交響三章「トゥリニタ・シンフォニカ」                              | 東京交響楽団                                                        | EMIミュージック・ジャパン QIAG-50106                                                                    |
|                                                              | 石井歓 バレエ組曲「まりも」                                                  | 東京交響楽団                                                        | 東芝EMI CZ30-9009                                                                                       |
|                                                              | ジャック・イベール フルート協奏曲より第3楽章                                 | 金昌国 東京都交響楽団                                               | フォンテック FOCD-9170 金昌国「マイルストーン」収録                                                     |
|                                                              | 入野義朗 チェンバロ、打楽器と19の弦楽器のための音楽                          | NFCコンサートマスターズ                                             | ポニーキャニオン PCCL-00585 「新日鉄コンサート ARCHIVE」収録                                            |
|                                                              | 大木正夫 「古典彫像に寄する6つの前奏曲と終曲」から5曲                        | 東京交響楽団                                                        | コロムビアミュージックエンタテインメント COCQ-85274 「戦後作曲家発掘集成～TBS VINTAGE J CLASSICS 」収録 |
|                                                              | 尾高尚忠 フルート小協奏曲Op.30                                               | 金昌国 NHK交響楽団                                                  | フォンテック FOCD-9170 金昌国「マイルストーン」収録                                                     |
|                                                              | 黛敏郎 饗宴                                                                  | 東京交響楽団                                                        | EMIミュージック・ジャパン TOCE-9431                                                                     |
|                                                              | 黛敏郎 万葉集による交声曲 「杜」                                             | NHK交響楽団 東京混声合唱団                                          | 東芝音工 LRS110                                                                                         |
|                                                              | 三善晃 ヴァイオリン協奏曲                                                    | 海野義雄 ＮＨＫ交響楽団                                             | キングレコード 「現代日本の音楽7」収録                                                                  |
|                                                              | 山田耕筰 交響長唄楽「鶴亀」※合唱指揮                                         | 総指揮：山田耕筰 東京交響楽団                                       | 東芝EMI E8061                                                                                           |
|                                                              | 山田耕筰 歌劇「黒船」※合唱指揮                                               | 総指揮：山田耕筰 東京交響楽団                                       | EMIミュージック・ジャパン TOCE-9432/33                                                                  |
|                                                              | 山田耕筰 交響曲「明治頌歌」                                                  | 東京交響楽団                                                        | コロムビアミュージックエンタテインメント COCQ-85274 「戦後作曲家発掘集成～TBS VINTAGE J CLASSICS 」収録 |
|                                                              | 山田耕筰 おやさま・やまさきかや                                              | 伊藤京子・栗本尊子・立川清登 NHK交響楽団                            | ビクターエンタテインメント 30VP-3001                                                                    |
|                                                              | ロッシーニ 「セビリャの理髪師」～私は町の何でも屋                            | 立川清登 東京都交響楽団                                             | ポニーキャニオン PCCL-00585 「新日鉄コンサート ARCHIVE」収録                                            |

その他、
東北放送開局10周年記念盤「東北の調べ」 東京交響楽団　 東芝音工　ORS2 

伊藤京子「魅惑のオペラ・アリア集」 東芝コンサート・オーケストラ EMIミュージック・ジャパン

江樺　オペラ・アリア集（1978年1月18-19日録音、ヴェルディ／プッチーニ／ポンキエッリ／ボーイト）名古屋フィルハーモニー交響楽団　ナクソス　8.225853（ダウンロードのみ）

宮原卓也「声の変遷」オペラアリア集 東京フィルハーモニー交響楽団 ライヴノーツ WWCC-7578

海野義雄「モーツァルト:ヴァイオリン協奏曲全集」東京都交響楽団　CBS SONY:SOCZ 30～32 

東京音楽大学の自主制作LPが複数種あるなど、オムニバスや未発売の音源を含めると世に出ていないものも合わせて更に膨大な録音を遺している。